# Gaines
Gaines (en grec: Γαινας; m. 400) va ser un ambiciós líder got que va servir l'Imperi Romà de l'Orient durant els regnats de Teodosi I (r. 378-395) i Arcadi (r. 395-408). Inicialment un simple soldat d'infanteria va anar ascendint fins que, durant usurpació de Eugeni, ja figura entre els comandants de les tropes bàrbares que van lluitar contra ell el 394. L'any següent, va combinar forces amb Estilicó i Eutropi per a esfondrar Rufí, aconseguint com recompensa el seu nomenament com comes rei militaris. El 399, després del seu nomenament com mestre dels soldats de la Tràcia, va marxar contra el rebel gòtic Tribigild a Àsia Menor.
Clarament conxorxat amb Tribigild, Gaines va propiciar una trobada de l'emperador Arcadi amb el rebel a Calcedònia, on aconseguir ser nomenat com mestre dels exèrcits. En aquesta posició va provocar l'exili de diversos oficials gots del partit pro-romà i va intentar prendre el control de Constantinoble, cop que va fracassar, fet que va causar una massacre de les seves tropes el 12 de juliol de 400. Temorós per la seva vida, va reunir la resta de les seves tropes i va intentar fugir en direcció a Àsia, però Fravita li ho va impedir. Així, va marxar en direcció al Danubi intentant fugir, però va ser arrestat i mort pels huns d'Uldin (r. 390-411) i el seu cap va ser enviat la Arcadi.

## Biografia
D'origen got, Gaines era originari del Nord del Danubi. Va començar la seva carrera militar com un soldat d'infanteria i va estar entre els comandants que van liderar les tropes bàrbares de Teodosi I contra l'usurpador Eugeni l'any 394 a la batalla del Frígid. L'any següent, va combinar les seves forces amb les de Estilicó i Eutropi per a provocar la caiguda de Rufí i es va convertir en comes de les tropes (395-399). El 399, al ser nomenat mestre dels soldats de la Tràcia per Eutropi, se li va ordenar que marxés, junt amb Lleó, contra el comandant got Tribigild, que havia si rebel·lat a Àsia Menor, en la revolta goda de Tribigild. Ell havia de protegir la Tràcia i Hel·lespont mentre Lleó creuava en direcció a Àsia. Quan Lleó va demostrar que era un comandant ineficient, Gaines va rebre el comandament total de les tropes. Va romandre inactiu mentre encoratjava a Tribigild a continuar la rebel·lió.
Gaines llavors es va dirigir a l'emperador Arcadi, afirmant que seria incapaç de suprimir la revolta, a no ser que certes condicions fossin complertes primer, entre les quals la dimissió de Eutropi. Ell aviat va entrar en termes amb Tribigild i aconseguir organitzar una trobada amb l'emperador a Calcedònia. Durant la trobada, ocorreguda encara el 399, Gaines va ser nomenat mestre dels exèrcits (399-400). En aquesta posició, va assegurar l'exili d'Aurelià, Saturní i Joan i va començar a instal·lar les seves forces a Constantinoble. A la ciutat, va intentar cooptar l'Església per als arians, fet que va ser impedit per Joan Crisòstom, que també va evitar que els oficials exiliats fossin executats. A més d'això, va pretendre prendre els diners dels banquers i organitzar un cop d'estat i ocupar el palau imperial, fet que va acabar fracassant.
Encara que era un comandant militar competent, Gaines era manifestament incapaç de controlar la major ciutat habitada del seu temps. La població grecoromana estava fortament ressentida envers els gots. El 12 de juliol del 400, amb l'aprovació pública de l'emperador, set mil de les seves tropes i les seves famílies estacionades a Constantinoble van ser massacrades per les multituds de la ciutat. El partit romà va aconseguir restablir-se al poder i ell es va convertir en un enemic públic. En resposta, Gaines i les seves forces van intentar fugir a l'altre costat de l'Hel·lespont, però la seva flota va ser aturada i destruïda per un got a servei imperial, Fravita.
Després d'aquesta batalla, va fugir a través del Danubi i va ser capturat pels huns d'Uldin (r. 390-411) que el van matar i van enviar el seu cap a Arcadi com tribut diplomàtic. Un any després de la seva mort, Arcadi va commemorar la derrota del general fent erigir una columna triomfal a la capital, la Columna de Arcadi. Les maquinacions de Gaines van ser citades per diversos autors romans, entre els quals destaca Sinesi de Cirene, que el va esmentar en seu Sobre el Govern Imperial.